# 삼성이노베이션뮤지엄
삼성이노베이션뮤지엄(Samsung Innovation Museum, 약칭 S/I/M)은 2014년 4월에 개관한 삼성전자 소유의 전자산업 박물관이며 경기도 수원시의 삼성디지털시티에 위치해 있다.

## 개요
과거에도 삼성전자는 디지털시티 내에 홍보관을 운영하였으나, 기업 위상에 비해 그 규모가 작다는 평가가 있었으며 일부 제한된 방문객 위주로 관람이 가능하여 개방성에 한계가 있었다. 이를 개선하고자 삼성전자는 디지털시티에 기존의 전시관을 대신할 새로운 전자 산업사 박물관을 설립하고 일반인에게 공개하여 운영하고 있다. 삼성전자의 최신제품 뿐만 아니라 전자산업사에 한획을 그은 타사의 제품도 전시하여, 단순히 삼성전자의 역사뿐만 아니라 전자산업의 역사를 개괄적으로 보여주고 있다. 또한 박물관 명칭에 '이노베이션' 을 사용하여 혁신에 대한 기업의 의지를 투영하고 있다. 대부분의 전시물은 중학생 이상 일반인이 이해할 수 있는 수준이며, 도슨트 관람을 활용하면 보다 자세한 설명을 들을 수 있다. 삼성전자 관계자는 자사제품 외에도 해당 산업의 역사까지 정리하여 전시하는 기업소유의 전자박물관은 세계에 유례를 찾기 어려울 것이라고 말했다.

## 운영시간
평일 기준 : 13시 (사전 예약 필수)
주말 기준 : 토요일 10시 - 17시 자율 관람 (16시 입장 마감)
※ 휴관일 : 일요일, 공휴일, 대체공휴일, 근로자의 날, 매년 말일(12/31)